# 張鎮 (1971年)

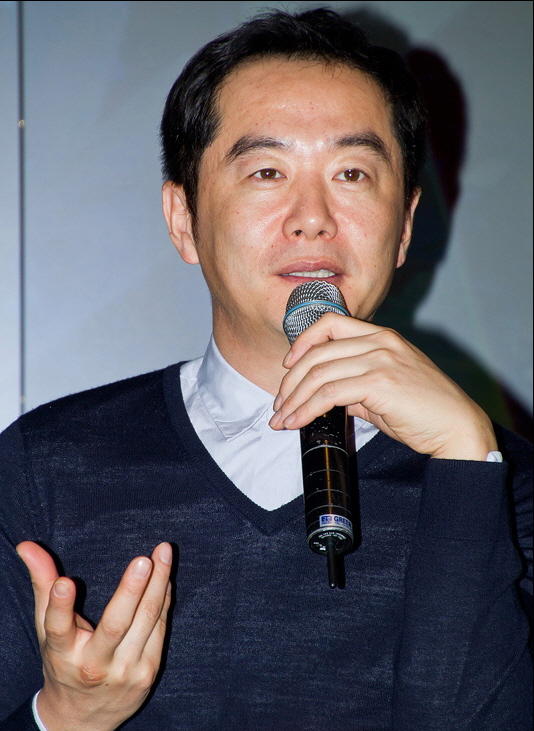
張鎮

張鎮（韓語：장진，1971年2月24日—），韓國電影導演、電影編劇，曾經以《歡迎來到東莫村》獲得大韓民國電影大賞劇本獎，現擔任電影製作公司Filmitsuda的代表。

## 導演作品
- 2001年：《殺手公司》
- 2004年：《球愛咖啡屋》
- 2005年：《請在鼓掌的時候離開》
- 2006年：《偉大的族譜》
- 2007年：《兒子》
- 2009年：《早安總統》
- 2010年：《猜謎王》
- 2011年：《浪漫天堂》
- 2014年：《高跟鞋》
- 2017年：《希望海》
- 《我們是兄弟》

## 電影劇本
- 2000年：《愛的空間》
- 2001年：《殺手公司》
- 2002年：《No Comment》
- 2003年：《去火星的男人》
- 2004年：《球愛咖啡屋》
- 2005年：《歡迎來到東莫村》
- 2006年：《偉大的族譜》
- 2007年：《率性而活》
- 2007年：《兒子》
- 2008年：《姜哲中：公共敵 1-1》
- 2010年：《猜謎王》
- 2011年：《浪漫天堂》

## 綜藝
- 2015年11月8日 : tvN《腦性時代：問題男子》（第34集）
- 2015年：JTBC《Crime Scene 犯罪現場（第二季）》
- 2016年:   KBS 《姐姐們的Slam Dunk》(第24-30集)
- 2017年：JTBC《Crime Scene 犯罪現場（第三季）》
- 2018年:   HISTORY《Drinking club》
- 2022年:   Channel A《Black：看見惡魔》

- 2024年：TVING《Crime Scene 犯罪現場回歸》

## 外部連結
- NAVER 
- MOVIST.COM （页面存档备份，存于） 
- Filmitsuda 